# Zeoliter

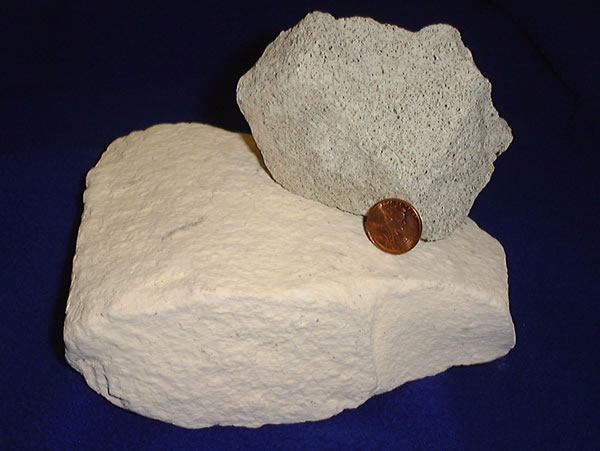
Zeolitstenar

Zeoliter är en grupp vattenhaltiga, kristallina aluminiumsilikater som omfattar cirka 60 naturligt förekommande mineral och ett hundratal syntetiska motsvarigheter. Zeoliter tillhör tektosilikaterna. Zeoliter ser ut som ett lerigt pulver och består av alkali-aluminiumsilikater med porös struktur.

## Historia
Ordet zeolit kommer från de grekiska orden "zeo" (att koka) och "lithos" (sten). Namnet gavs av den svenske mineralogen Axel Cronstedt som först beskrev zeoliterna som en mineralgrupp år 1756. Han upptäckte att när man värmde på materialet så bubblade det som om det kokade, därav namnet.

## Struktur
Zeoliter är kristallina aluminosilikater med väldefinierade kanaler som löper genom strukturen; dessa kanaler sammanfaller i hålrum. Dessa hålrum innehåller utbytbara positiva metalljoner (till exempel Na+ och K+), men kan också ersättas med andra molekyler såsom vatten. Zeoliterna som Cronstedt studerade innehöll vatten; bubblorna han observerade var vatten som avgick.
En generell summaformel för en zeolit kan se ut så här:
Mx/n[(AlO2)x(SiO2)y] mH2O
där M är positiva metalljoner med laddningen n+.
Zeoliternas nätliknande kristallgitter är uppbyggda av SiO4- och AlO4- -tetraedrar, sammanfogade via syrebryggor. Som katjoner förekommer främst envärda- eller tvåvärda metalljoner , t. ex. Na+, Ca2+ och K+. Dessa är endast löst bundna och kan därför lätt ersättas med andra metalljoner.
På grund av kristallgittrets utformning innehåller zeoliterna regelbundna hålrum, förbundna via porer eller kanaler. Det vatten som är löst bundet i dessa hålrum kan lätt avlägsnas genom upphettning och ersättas av andra lågmolekylära föreningar. Zeolitmineral som bildas genom hydrotermala omvandlingar av vulkaniska material, är som regel färglösa, har låg densitet och är relativt mjuka till medelhårda. De tekniskt viktigaste zeoliterna är chabasit, klinoptilolit, erionit och mordenit. Permutit är en syntetisk zeolit framställd genom att smälta samman fältspat, kaolin och soda.

## Användning
Zeoliter används bland annat i tvättmedel där de har till uppgift att byta ut sina egna Na+-joner mot vattnets Ca2+-joner och då göra hårt vatten mjukare. En zeolit som används på detta vis är natriumaluminiumsilikat, som används som ersättning för fosfater. Natriumaluminiumsilikat anses bättre ur miljösynpunkt, eftersom fosfat i avloppsvatten leder till övergödning av sjöar och vattendrag, och därmed algtillväxt. Nedbrytningen av algerna förbrukar mycket syre i vattnet och på så sätt kvävs livet i vattnet. Därför rekommenderar bl.a. svenska naturskyddsföreningen starkt att de med privat avlopp som leder direkt ut i naturen bör använda sig av fosforfria produkter.
Zeoliter kan även användas som katalysatorer i kemiska reaktioner och som molekylsiktar. De används således för intensivtorkning och rening av gaser och vätskor, för vattenavhärdning, för separation av isomera kolväten, för anrikning av syre ur luft och för avsaltning av havsvatten.
En annan användning är att motverka dålig lukt som baseras på ammoniak eller vissa svavelföreningar.
Zeolite tillsätts även för att motverka hämning av ammonium i biologiska processer och är då en av de mest effektiva metoderna.